# Antonio Ruberti
Antonio Ruberti (Aversa, 24 gennaio 1927 – Aversa, 4 settembre 2000) è stato un ingegnere e politico italiano, che ha ricoperto gli incarichi di rettore dell'Università degli Studi di Roma "La Sapienza", ministro e commissario europeo.

## Biografia
Nato ad Aversa, in provincia di Caserta, laureatosi in ingegneria all'Università degli Studi di Napoli Federico II, ricercatore presso la Fondazione Ugo Bordoni dal 1954, vincitore del primo concorso italiano alla cattedra di Controlli automatici, ha insegnato presso l'Università degli Studi di Roma "La Sapienza" prima (dal 1962) tale disciplina, poi (dal 1973) Teoria dei Sistemi. È stato anche direttore di corsi di specializzazione post laurea, nel medesimo Ateneo.
Nel 1969 ha fondato e diretto (fino al 1976) l'Istituto di automatica presso l'Università di Roma (ora Dipartimento di Ingegneria Informatica Automatica e Gestionale "Antonio Ruberti"), e il Centro dei sistemi di controllo e di calcolo automatico del CNR (ora Istituto di Analisi dei Sistemi ed Informatica "Antonio Ruberti"), i primi organismi di ricerca realizzati in Italia nei settori dell'informatica e dell'automatica.
È stato preside (1973-1976) della Facoltà d'Ingegneria della Sapienza di Roma e rettore della Sapienza stessa (1976-1987).
Nel corso della sua attività di ricerca, Ruberti ha pubblicato numerosi articoli scientifici ricevendo riconoscimenti internazionali. I suoi studi riguardano in particolare la simulazione dei calcolatori analogici per i quali propone e realizza nuovi componenti, il controllo dei motori a corrente alternata con tecniche di simulazione ibrida, i fondamenti della teoria dei sistemi e del controllo con nuovi metodi sulla realizzazione dei sistemi lineari e bilineari.

## Carriera politica

### Ministro dell'università e della ricerca

Antonio Ruberti (al centro) nel 1985 come Rettore della Sapienza di Roma

Ministro senza portafoglio per il coordinamento della Ricerca Scientifica e Tecnologica (1987-1989), Ruberti è stato dal 1989 al 1992 Ministro dell'Università e della Ricerca Scientifica e Tecnologica. Il suo impegno per la diffusione dell'educazione scientifica è sfociata in iniziative come le Settimane della cultura scientifica e tecnologica (1991).
Durante la sua permanenza al ministero dell'Università e della Ricerca fu promotore della cosiddetta "Riforma Ruberti" o l.341/1990 la quale riordinò la struttura di numerosi corsi di studio e pose le basi per la realizzazione dell'autonomia universitaria conferendo ai singoli atenei e agli enti di ricerca il diritto di redigere il proprio statuto e i propri organi direttivi.
Si prevedeva, inoltre, la possibilità di usufruire dell'insegnamento universitario a distanza.
Accanto a queste disposizioni si posero, tuttavia, alcuni aspetti, che divennero sin dalle origini oggetto di una forte contestazione di cui si fece promotore il movimento della Pantera del '90.
Infatti, furono particolarmente criticate le norme che confinavano le rappresentanze studentesche in un Consiglio degli studenti dalle sole funzioni consultive e la disposizione che permetteva alle università di avvalersi di finanziamenti privati.
Tale aspetto, secondo i contestatori, avrebbe portato maggiori vantaggi alle facoltà scientifiche rispetto a quelle umanistiche e agli atenei maggiori rispetto a quelli più piccoli o meno noti, incapaci di reperire autonomamente le risorse.
Si è impegnato per un sempre maggior coinvolgimento italiano nelle attività internazionali. Ha pubblicato numerosi saggi relativi alla politica dell'università e della ricerca nonché ai problemi dell'innovazione tecnologica; si ricordano i volumi Tecnologia domani (1985) ed Europa a confronto (1989).

### Commissario europeo
Eletto in Parlamento per il Partito Socialista Italiano nel 1992, Ruberti si dimise nel (1993), sostituito da Antonio Quattrocchi, per assolvere all'incarico di commissario europeo per la scienza, la ricerca e lo sviluppo e l'istruzione, la formazione e la gioventù e vicepresidente della Commissione nell'ambito della Commissione Delors III. Il governo italiano discusse a lungo se indicare Ruberti o Raniero Vanni d'Archirafi come vicepresidente della Commissione, optando infine per il primo. La nomina di Vanni d'Archirafi e Ruberti venne accolta piuttosto male dal presidente della Commissione Jacques Delors, che avrebbe preferito personaggi di maggiore spessore politico. Anche per questa ragione, ai due commissari italiani vennero assegnati portafogli relativamente marginali.
Come commissario europeo, Ruberti elaborò il quarto programma quadro europeo per la ricerca 1994-1998, stabilendo accordi di cooperazione anche con i paesi dell'ex Unione Sovietica e con altri organismi multinazionali europei, quali il CERN e l'ESA. Lanciò una serie di nuove iniziative, come i programmi europei di istruzione e formazione Leonardo e Socrates e la settimana europea della cultura scientifica. Ha promosso l'istituzione dell'Assemblea europea delle scienze e delle tecnologie.

### Presidente della Commissione Affari Europei
Concluso nel gennaio 1995 il mandato europeo, alle elezioni politiche del 1996 Ruberti fu nuovamente eletto deputato alla Camera, nel collegio maggioritario di Roma-Gianicolense per il Partito Democratico della Sinistra, dove nel corso delle XIII legislatura ha presieduto la 14ª Commissione Politiche dell'Unione europea della Camera.

### Premi intitolati ad Antonio Ruberti
Nel 2005 la IEEE CSS ha intitolato ad Antonio Ruberti un premio per giovani ricercatori.

## Vita privata
È padre di Albino Ruberti, dirigente d'azienda e anch'egli politico, conosciuto nell'ambiente come "er pugile", ed è stato capo di Gabinetto del presidente della Regione Lazio Nicola Zingaretti e del sindaco di Roma Roberto Gualtieri.

## Scritti (parziale)
- Antonio Ruberti e Alberto Isidori, Teoria dei sistemi, Torino, Bollati Boringhieri, settembre 1979,  p. 344, ISBN 88-339-5036-0.
- Antonio Ruberti, Salvatore Monaco, Teoria dei sistemi, Pitagora Editore, 1997,  p. 248, ISBN 88-371-0785-4.
- Antonio Ruberti, Salvatore Monaco, Teoria dei sistemi. Appunti delle lezioni, Pitagora Editore, 1998,  p. 24, ISBN 88-371-1030-8.
- Antonio Ruberti, Michel André, Uno spazio europeo della scienza, Giunti Editore, dicembre 1998,  p. 164, ISBN 88-09-20689-4.
- Antonio Ruberti, Il capitale immateriale nel progresso scientifico e tecnologico, Giunti Editore, novembre 2011,  p. 264, ISBN 88-09-77148-6.